# Brendan Fraser
Pour les articles homonymes, voir Fraser.
Brendan Fraser, né le 3 décembre 1968 à Indianapolis (Indiana) aux États-Unis, est un acteur américano-canadien.
Il interprète Rick O'Connell dans La Momie (1999) ainsi que ses suites Le Retour de la momie (2002) et La Momie : La Tombe de l'empereur Dragon (2008). Il s'oriente également vers des comédies telles que George de la jungle (1997) et Les Looney Tunes passent à l'action (2003). Il poursuit sa carrière dans des films dramatiques tels que Un Américain bien tranquille (2002) et Collision (2004), qui remporte trois Oscars, dont celui du meilleur film.
Il est relativement en retrait de la fin des années 2000 jusqu'à la fin des années 2010, avant de revenir progressivement sur le devant de la scène. Il expliquera plus tard cette prise de recul par une agression sexuelle dont il aurait été victime en 2003, de multiples blessures dues à ses cascades ainsi qu'une lourde dépression.
En 2023, son rôle de Charlie, homme frappé d'une obésité morbide dans The Whale de Darren Aronofsky lui vaut l'Oscar du meilleur acteur à la 95e cérémonie des Oscars. Il confirme également son retour cette année là via l'acclamé Killers of the Flower Moon. Il dispose notamment d'une étoile sur l'Allée des célébrités canadiennes (Canada's Walk of Fame) depuis 2006.

## Biographie

### Enfance et formation
Brendan James Fraser est né le 3 décembre 1968 à Indianapolis (Indiana). Son père est fonctionnaire du ministère du Tourisme canadien. Il a trois frères aînés : Kevin, Regan et Sean, ainsi qu'une sœur Carmen. Son oncle était le célèbre tireur George Genereux, médaillé d'or aux Jeux olympiques d'été de  1952, à Helsinki en Finlande.
Durant toute son enfance, il voyage entre l'Europe, les États-Unis et le Canada. Très tôt, il se trouve un talent pour la comédie. Il monte sur les planches pour la première fois à l'âge de douze ans, puis décide de prendre des cours de théâtre quand sa famille s'installe à Londres. Après avoir étudié à l'Upper Canada College, école réservée aux garçons, il entre à l'Actors Conservatory du Cornish College of the Arts de Seattle. Il obtient son diplôme, puis part travailler au théâtre Sovremennik de Moscou et intègre la troupe du Laughin Horse Summer Theater d'Ellensburg (Washington), puis apparaît dans un grand nombre de pièces dont En attendant Godot ou Roméo et Juliette.

### Décennie 1980 à 2000
En 1989, Brendan Fraser apparaît pour la première fois au cinéma dans Comment devenir beau, riche et célèbre (How I Got Into College) de Savage Steve Holland.
En 1991, il obtient le rôle du marin aux côtés du jeune River Phoenix dans Dogfight de Nancy Savoca.
En 1992, il endosse le costume de l'homme des cavernes dans California Man (Encino Man) de Les Mayfield. Même année, il incarne un étudiant aux côtés de jeunes débutants Matt Damon, Chris O'Donnell et Ben Affleck dans La Différence (School Ties) de Robert Mandel.
En 1997, après de nombreux films, il interprète un pastiche de Tarzan dans la comédie parodique George de la jungle (George of the Jungle) de Sam Weisman. Le film obtient des critiques positives et est un succès en récoltant plus de 174.4 millions de dollars dans le monde.
En 1998, il joue le rôle d'un jardinier engagé par James Whale, le réalisateur de Frankenstein, dans le film biographique Ni Dieux ni Démons (Gods and Monsters) de Bill Condon.
En 1999, la consécration lui vient avec la superproduction hollywoodienne La Momie (The Mummy) de Stephen Sommers, une adaptation de la version du film de 1932 avec Boris Karloff. Entre 1999 et 2012, La Momie a été sélectionné 31 fois dans diverses catégories et a remporté 5 récompenses,. Le film remporte quatre prix et figure parmi les films nommés pour plusieurs autres prix. En 1999, le film remporte en Allemagne le prix Bogey d'or et le prix de l'Écran d'or. En 2000, La Momie remporte le prix du meilleur maquillage (remis à Nick Dudman et Aileen Seaton) auprès de l'Académie des films de science-fiction, fantastique et horreur aux États-Unis, où il fait partie des films finalistes pour plusieurs autres prix : meilleur film, meilleur réalisateur, meilleur acteur (Brendan Fraser), meilleure actrice (Rachel Weisz), meilleurs costumes (John Bloomfield), meilleure musique (Jerry Goldsmith), meilleur scénario (Stephen Sommers) et meilleurs effets spéciaux (John Andrew Berton Jr., Daniel Jeannette, Ben Snow et Chris Corbould).En 2000, le compositeur Jerry Goldsmith reçoit le prix BMI de la Meilleure musique de film aux États-Unis pour sa bande originale du film. Le film fait partie des films finalistes pour l'Oscar du meilleur son en 2000.
La même année, Il s'associe à Alicia Silverstone pour le film Allô, la police ?.

### Décennie 2000 à 2010
L’année 2000 se voit portée par deux projets : Endiablé de Harold Ramis, aux côtés de Elizabeth Hurley, qui malgré des critiques mitigées, est un succès modeste au box office, récoltant plus de 90 millions de dollars, tout en étant rentable deux fois. Il prête également la voix au personnage principal du film d’animation Sinbad: Beyond the Veil of Mists.
En 2001, il est l'acteur principal dans Monkeybone, film mélangeant prises de vues réelles à l’animation aux côtés de Whoopi Goldberg, Bridget Fonda, John Turturro ou encore Rose McGowan, qui, malgré  son échec au box office, atteint aussi le statut d’œuvre culte avec le temps,. Il est suivi par Le Retour de la momie (The Mummy Returns), du même réalisateur que le 1er opus. Le film reçoit un accueil critique mitigé dans la presse. Il est néanmoins un succès au box-office.
En 2002, il incarne un membre d’une mission d’aide médicale aux côtés de Michael Caine en journaliste chevronné en pleine guerre d'Indochine dans Un américain bien tranquille (The Quiet American) de Phillip Noyce.
Il interprète en 2003 un agent de sécurité apprenti-cascadeur dans le film mêlant animation et prises de vue réelles Les Looney Tunes passent à l'action (Looney Tunes: Back in Action) de Joe Dante. Si le film est un échec au box-office avec 60 millions de dollars, il est réhabilité avec le temps et devient rapidement culte.
En 2004, il joue le rôle d'un procureur général et l'époux de Jean, interprétée par Sandra Bullock, dans Collision (Crash) de Paul Haggis. Collision obtient des critiques élogieuses et rapporte 9 107 071 $ le week-end de sa sortie, pour une moyenne de 4 885 $, lui valant d'être classé quatrième du box-office à cette période. Il reste durant onze semaines dans le top 20 hebdomadaire. Finalement, le long-métrage engrange 54 580 300 $ de recettes en fin d'exploitation, rapportant sept fois plus que son coût de production. En dépit de son succès commercial, Collision a été le film ayant obtenu l'Oscar du meilleur film depuis Le Dernier Empereur en 1987 à connaître le plus faible succès au box-office américain. À l'étranger, il totalise 43 829 761 $ et doit ses meilleures recettes en Espagne (10 270 180 $) et au Royaume-Uni (11 088 304 $). Au cumul des recettes américaines et internationales, Collision rapporte 98 410 061 $.

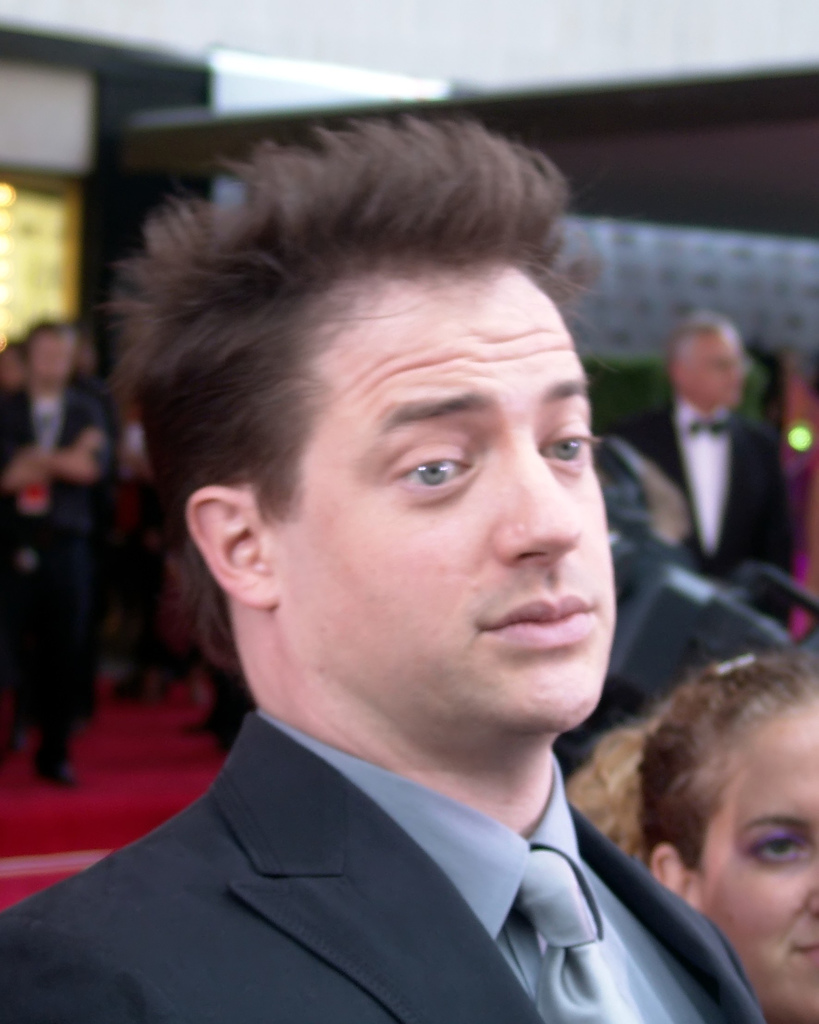
Brendan Fraser, en 2007.

En 2007, il est au casting du récit policier États de choc, qui comprend Kevin Bacon, Andy Garcia, Sarah Michelle Gellar et Forest Whitaker.
En 2008, il s'illustre dans le film d'aventure fantastique Voyage au centre de la Terre (Journey to the Center of the Earth), adaptation du roman de Jules Verne paru en 1864, qui est un succès au box office avec plus de 244 millions de dollars de recettes mondiales. La même année il joue dans Cœur d'encre (Inkheart) d'Iain Softley. Il poursuit avec La Tombe de l'empereur Dragon (The Mummy: Tomb of the Dragon Emperor), de Rob Cohen (2008).
En 2009, il retrouve Stephen Sommers qui l'engage pour une brève apparition en tant que sergent Stone dans G.I. Joe : Le Réveil du Cobra (G.I. Joe: Rise of Cobra). Le film est n ° 1 du box-office nord-américain avec une estimation de 54,7 millions de dollars le jour de sa sortie.

### Décennie 2010 à 2020
En 2010, il interprète le père de deux enfants atteints de la maladie de Pompe dans Mesures exceptionnelles (Extraordinary Measures) de Tom Vaughan. Même année, il est père de famille engagé dans une guerre sans merci dirigée par un raton-laveur rusé dans la comédie La forêt contre-attaque (Furry Vengeance) de Roger Kumble.
En 2013, Il rejoint le casting prestigieux d’acteurs tels que : Sarah Jessica Parker, William Shatner, Jessica Alba, Jane Lynch, Craig Robinson, George Lopez, Sofía Vergara, Steve Zahn, Chris Parnell et Ricky Gervais dans le film d’animation Les Zévadés de l'espace, qui est un succès au box office/. La même année, il est l'imitateur d'Elvis Presley dans Pawn Shop Chronicles de Wayne Kramer, aux côtés d'Elijah Wood.
Il prête sa voix en 2014 au film d’animation Opération Casse-noisette, aux côtés de Will Arnett, Liam Neeson et Katherine Heigl, qui obtient un succès important au box office avec plus de 120 millions de dollars récoltés.
En 2016, il remplace Ray Liotta dans le thriller bollywoodien Line of Descent de Rohit Karn Batra. Mais son véritable retour se fait par le biais de la télévision. Il incarne ainsi le gardien de prison John Gunther dans la troisième saison de la série The Affair.
En 2018, il apparait dans la série Trust, qui relate l'enlèvement de John Paul Getty III. Il y tient le rôle de James Fletcher Chace, un Fixeur indissociable de son stetson et adepte du brisage du quatrième mur. Il joue également dans la série Condor la même année. Enfin, il prête également sa voix au personnage de DC Comics Clifford Steele / Robotman, dans le quatrième épisode de la première saison de Titans.
Cet épisode de Titans sert d'introduction à la série Doom Patrol qui débute en 2019, avec toujours Fraser dans le rôle. En parallèle, il partage l’affiche du film The Poison Rose, face à John Travolta, Morgan Freeman, Famke Janssen et Robert Patrick, qui est une adaptation cinématographique du roman du même nom de Richard Salvatore,.

### Décennie 2020
En janvier 2021, il incarne un second rôle pour Steven Soderbergh dans No Sudden Move. Il est présenté en avant-première au festival du film de Tribeca en juin 2021, avant une sortie sur la plateforme HBO Max aux États-Unis, le mois suivant,.
En 2022, il est engagé dans le rôle principal du film The Whale de Darren Aronofsky. Il est métamorphosé pour jouer le personnage souffrant d'une obésité massive. Malgré la réception mitigée du film, son jeu est salué par plusieurs critiques qui y voient le rôle ressuscitant sa carrière et un très sérieux concurrent pour les récompenses distinguant le meilleur acteur,. Le 12 mars 2023, il remporte l'Oscar du meilleur acteur pour ce rôle.
Le 18 octobre 2023, il joue dans Killers of the Flower Moon, réalisé par Martin Scorsese, qui a pour co-vedettes Leonardo DiCaprio et Robert De Niro,. Le film reçoit des critiques élogieuses, tout en amassant plus de 86 millions de dollars de recettes mondiales,.

### Vie privée

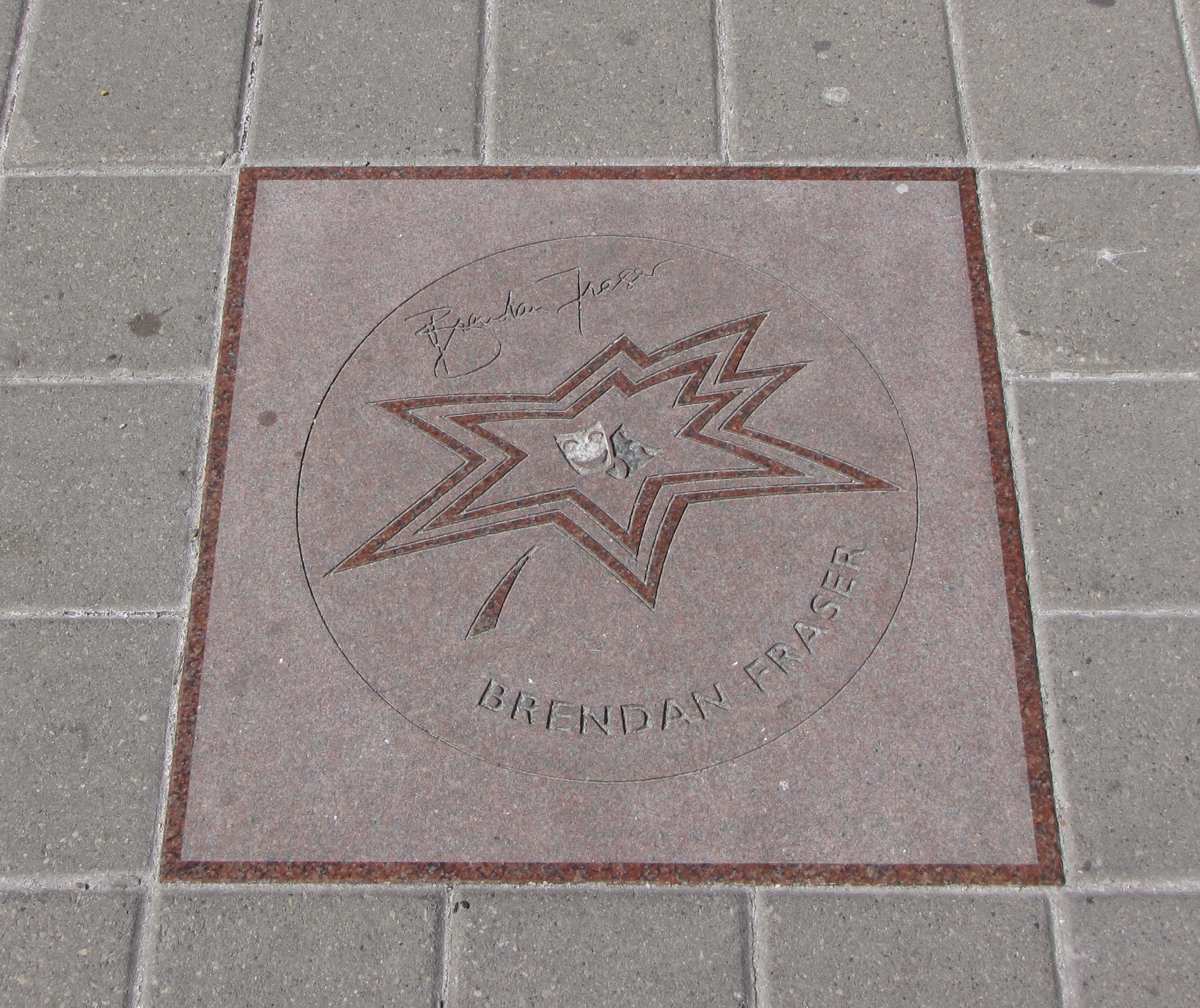
Étoile de Brendan Fraser sur le Canada's Walk of Fame.

En juillet 1993, Brendan Fraser rencontre l'actrice Afton Smith lors d'un barbecue dans la maison de Winona Ryder. Ils se marient le 27 septembre 1998 et ont trois fils, Griffin Arthur Fraser (né le 17 septembre 2002), Holden Fletcher Fraser (né le 16 août 2004) et Leland Francis Fraser (né le 2 mai 2006). Le 27 décembre 2007, leur divorce est prononcé.
Une étoile lui est destinée sur l'allée des célébrités canadiennes (Canada's Walk of Fame), à Toronto.

## Victime d'une agression sexuelle et retrait de la vie médiatique
Avec l'émergence du mouvement #MeToo et les scandales liés à l'affaire Harvey Weinstein, Brendan Fraser s'est joint au mouvement en affirmant avoir subi une agression sexuelle de la part de Philip Berk, ancien président de l'Association hollywoodienne de la presse étrangère (la HFPA, qui organise les Golden Globes) décidant chaque année des nominations et attributions des Golden Globes. Les faits se seraient déroulés au Beverly Hills Hotel au cours de l'été 2003.
L'acteur raconte : « Il passe sa main gauche autour de moi, m'attrape la fesse, et un de ses doigts me touche au niveau du périnée. Et il commence à le bouger » et ajoute : « Je me suis senti mal. Je me sentais comme un petit enfant. J'avais comme une boule dans la gorge. J'avais l'impression que j'allais pleurer ». À la suite de cet événement, il se serait précipité chez lui et se serait confié à sa femme mais décide de taire son calvaire craignant de nuire à sa carrière.
Brendan a aussi expliqué que cet événement l'avait profondément traumatisé par la suite et qu'il avait préféré se mettre en retrait de la vie publique. Il estime avoir été mis sur liste noire, constatant que les invitations aux événements des Golden Globes après 2003 se firent rares par la suite.
Ces faits sont évoqués par Philip Berk dans ses mémoires. Celui-ci affirme néanmoins qu'il avait « simplement pincé les fesses de Fraser », lui faisant une blague, puis lui avoir rédigé des excuses qu'il fit envoyer à Fraser. Il affirme que « la version de M. Fraser était inventée de toutes pièces ».
Dans le même temps, Brendan Fraser éprouve des douleurs handicapantes, liées à la violence des cascades qu'il a effectuées lui-même lors des tournages des films La Momie, qui lui imposent de longues périodes de convalescence et le gardent à distance des studios pendant près de sept ans.

## Filmographie

### Longs métrages
- 1991 : Dogfight de Nancy Savoca : un marin
- 1992 : California Man (Encino Man) de Les Mayfield : Linkavitch Chomofski / l'homme de Cromagnon
- 1992 : La Différence (School Ties) de Robert Mandel : David Greene
- 1993 : Twenty Bucks de Keva Rosenfeld : Sam Mastrewski
- 1993 : Younger and Younger de Percy Adlon : Winston, jeune
- 1993 : L'Apprenti fermier (Son in Law) de Steve Rash : Link (non crédité)
- 1994 : Avec les félicitations du jury (With Honors) d'Alek Keshishian : Montgomery 'Monty' Kessler
- 1994 : Radio Rebels (Airheads) de Michael Lehmann : Chester 'Chazz' Darvey
- 1994 : En avant, les recrues ! (In the Army Now) de Daniel Petrie Jr. (non crédité)
- 1994 : La Révélation (The Scout) de Michael Ritchie : Steve Nebraska
- 1995 : Darkly Noon, le jour du châtiment (The Passion of Darkly Noon) de Philip Ridley : Darkly Noon
- 1995 : Une virée d'enfer (Glory Daze) de Rich Wilkes : Doug
- 1995 : Souvenirs d'un été (Now and Then) de Lesli Linka Glatter : le vétéran du Vietnam (non crédité)
- 1996 : Kids in the Hall: Brain Candy de Kelly Makin : un patient placebo (non crédité)
- 1996 : Mrs. Winterbourne de Richard Benjamin : Bill/Hugh Winterbourne
- 1996 : The Twilight of the Golds de Ross Kagan Marks : David Gold
- 1997 : Quand le destin s'en mêle (Still Breathing) de James F. Robinson : Fletcher McBracken
- 1997 : George de la jungle (George of the Jungle) de Sam Weisman : George
- 1998 : Ni Dieux ni Démons (Gods and Monsters) de Bill Condon : Clayton Boone
- 1999 : Première Sortie (Blast from the Past) de Hugh Wilson : Adam Webber
- 1999 : La Momie (The Mummy) de Stephen Sommers : Richard "Rick" O'Connell
- 1999 : Allô, la police ? (Dudley Do-Right) de Hugh Wilson : Dudley Do-Right
- 2000 : Sinbad: Beyond the Veil of Mists d'Evan Ricks et Alan Jacobs : Sinbad (voix)
- 2000 : Endiablé (Bedazzled) d'Harold Ramis : Elliot Richards
- 2001 : Monkeybone d'Henry Selick : Stu Miley
- 2001 : Le Retour de la momie (The Mummy Returns) de Stephen Sommers : Richard 'Rick' O'Connell
- 2002 : Un Américain bien tranquille (The Quiet American) de Phillip Noyce : Alden Pyle
- 2003 : Dickie Roberts: ex-enfant star (Dickie Roberts: Former Child Star) de Sam Weisman : lui-même
- 2003 : Les Looney Tunes passent à l'action (Looney Tunes: Back in Action) de Joe Dante : D.J. Drake / Lui-même / Taz (voix) / She-Devil (voix)
- 2004 : Collision (Crash) de Paul Haggis : Rick Cabot
- 2006 : Voyage jusqu'au bout de la nuit (Journey to the End of the Night) d'Eric Eason : Paul
- 2006 : The Last Time de Michael Caleo : Jamie
- 2007 : États de choc (The Air I Breathe) de Jieho Lee
- 2008 : Voyage au centre de la Terre (Journey to the Center of the Earth) d'Eric Brevig : Professeur Trevor Anderson
- 2008 : La Momie : La Tombe de l'empereur Dragon (The Mummy: Tomb of the Dragon Emperor) de Rob Cohen : Richard 'Rick' O'Connell
- 2008 : Cœur d'encre (Inkheart) d'Iain Softley : Mortimer Folchart
- 2009 : G.I. Joe : Le Réveil du Cobra (G.I. Joe: The Rise of Cobra) de Stephen Sommers : Sergent Stone (Non crédité)
- 2010 : Mesures exceptionnelles (Extraordinary Measures) de Tom Vaughan : John Crowley
- 2010 : La forêt contre-attaque (Furry Vengeance) de Roger Kumble : Dan Sanders
- 2011 : Coup de filet (Whole Lotta Sole) de Terry George : Maguire
- 2013 : Les Zévadés de l'espace (Escape from Planet Earth) de Cal Brunker : Scorch Supernova (voix)
- 2013 : Tout pour lui plaire (A Case Of You) de Kat Coiro : Tony
- 2013 : Hairbrained de Billy Kent : Leo Searly
- 2013 : American Stories (Pawn Shop Chronicles) de Wayne Kramer : Ricky
- 2013 : Breakout de Damian Lee : Jack
- 2013 : Protège-moi (Gimme Shelter) de Ron Krauss : Tom Fitzpatrick
- 2014 : Opération Casse-noisette (The Nut Job) de Peter Lepeniotis : Grayson (voix)
- 2019 : The Poison Rose de George Gallo et Francesco Cinquemani : Miles Mitchell
- 2021 : No Sudden Move de Steven Soderbergh : Doug Jones
- 2022 : The Whale de Darren Aronofsky : Charlie
- 2022 : Batgirl d'Adil El Arbi et Bilall Fallah : Firefly (film annulé)
- 2023 : Killers of the Flower Moon de Martin Scorsese : W. S. Hamilton
- 2024 : Brothers de Max Barbakow : Farful
- 2024 : Rental Family de Mitsuyo Miyazaki

### Téléfilms
- 1991 : My Old School de Mark Tinker
- 1991 : Child of Darkness, Child of Light de Marina Sargenti
- 1991 : Présumé Coupable (Guilty Until Proven Innocent) de Paul Wendkos
- 2015 : Texas Rising de Roland Joffé : Billy Anderson

### Séries télévisées
- 2002-2004 : Scrubs : Ben Sullivan (3 épisodes)
- 2015 : Texas Rising (en) : Billy Anderson (5 épisodes)
- 2016 : The Affair : John Gunther (saison 3, 6 épisodes)
- 2018 : Trust : James Fletcher Chace (8 épisodes)
- 2018  et 2023 : Titans : Clifford Steele / Robotman (voix, saison 1 épisode 4 et saison 4 épisode 10)
- 2018 : Condor : Nathan Fowler (7 épisodes)
- 2019-2023 : Doom Patrol : Clifford Steele / Robotman (voix, 40 épisodes - en cours)
- 2020 : Professionals : Peter Swann

## Distinctions

### Récompenses
- 1997 : Festival international du film de Seattle du meilleur acteur pour Quand le destin s'en mêle
- 2004 : Online Film & Television Association Awards du meilleur acteur invité dans une série télévisée comique dans une série télévisée comique pour Scrubs
- 2005 : Awards Circuit Community Awards de la meilleure distribution pour Collision partagée avec Sandra Bullock, Don Cheadle, Matt Dillon, Ludacris, Larenz Tate, Ryan Phillippe, Terrence Howard, Shaun Toub, Jennifer Esposito, Michael Peña, Thandiwe Newton, William Fichtner, Nona Gaye et Loretta Devine
- 2005 : Festival du film de Hollywood de la meilleure distribution de l’année pour Collision partagée avec Matt Dillon, Terrence Howard, Ludacris, Sandra Bullock, Don Cheadle, Jennifer Esposito, William Fichtner, Thandiwe Newton, Ryan Phillippe, Larenz Tate et Shaun Toub
- 2005 : Phoenix Film Critics Society Awards de la meilleure distribution pour Collision partagée avec Sandra Bullock, Don Cheadle, Matt Dillon, Jennifer Esposito, William Fichtner, Thandiwe Newton, Terrence Howard, Ludacris, Ryan Phillippe, Larenz Tate, Nona Gaye, Michael Peña et Shaun Toub
- Satellite Awards 2005 : Meilleure distribution pour Collision partagée avec Thandiwe Newton, Larenz Tate, Sandra Bullock, Ludacris, Matt Dillon, Ryan Phillippe, Terrence Howard, Jennifer Esposito, Don Cheadle et Shaun Toub
- 2005 : Washington DC Area Film Critics Association Awards de la meilleure distribution pour Collision partagée avec Sandra Bullock, Don Cheadle, Matt Dillon, Jennifer Esposito, William Fichtner, Thandiwe Newton, Terrence Howard, Ludacris, Ryan Phillippe, Larenz Tate, Nona Gaye, Michael Peña et Shaun Toub
- Critics' Choice Movie Awards 2006 : Meilleure distribution pour Collision partagée avec Thandiwe Newton, Larenz Tate, Sandra Bullock, Ludacris, Matt Dillon, Ryan Phillippe, Terrence Howard, Jennifer Esposito, Don Cheadle et Shaun Toub
- 2006 : Gold Derby Awards de la meilleure distribution pour Collision partagée avec Ludacris, Sandra Bullock, Don Cheadle, Loretta Devine, Matt Dillon, Jennifer Esposito, William Fichtner, Thandiwe Newton, Terrence Howard, Michael Peña, Ryan Phillippe, Larenz Tate et Shaun Toub
- Screen Actors Guild Awards 2006 : Meilleure distribution dans un thriller dramatique pour Collision partagée avec Ludacris, Sandra Bullock, Don Cheadle, Matt Dillon, Jennifer Esposito, William Fichtner, Thandiwe Newton, Terrence Howard, Ryan Phillippe, Larenz Tate, Shaun Toub
- ShoWest Convention 2008 : Prix du meilleur acteur
- Festival international du film de Toronto 2022 : Prix Tribute du meilleur acteur
- Screen Actors Guild Awards 2023 : Meilleur acteur pour The Whale (2022).
- Oscars 2023 : Meilleur acteur pour The Whale (2022).

### Nominations
- Chicago Film Critics Association Awards 2006 : Acteur le plus prometteur pour California Man et pour La Différence
- 1998 : Blockbuster Entertainment Awards de l'acteur préféré pour George de la jungle
- Chlotrudis Awards 1999 : Meilleur acteur dans un second rôle pour Ni dieux ni démons
- Saturn Awards 2000 : Meilleur acteur pour La Momie
- 2000 : Blockbuster Entertainment Awards de l'acteur préféré dans un film d'action pour La Momie
- 2002 : Online Film & Television Association Awards du meilleur acteur invité dans une série télévisée comique dans une série télévisée comique pour Scrubs
- 2002 : Teen Choice Awards du meilleur acteur dans un film d'action pour Le Retour de la momie
- 2002 : Kids' Choice Awards de la star masculine de film préféré dans un film d'aventure pour Le Retour de la momie
- Boston Society of Film Critics Awards 2005 : Meilleure distribution pour Collision partagée avec Sandra Bullock, Don Cheadle, Matt Dillon, Jennifer Esposito, William Fichtner, Thandiwe Newton, Terrence Howard, Ludacris, Ryan Phillippe, Larenz Tate, Nona Gaye, Michael Peña et Shaun Toub
- 2005 : Gotham Independent Film Awards de la meilleure distribution pour Collision partagée avec Sandra Bullock, Don Cheadle, Matt Dillon, Jennifer Esposito, William Fichtner, Thandiwe Newton, Terrence Howard, Ludacris, Ryan Phillippe, Larenz Tate, Nona Gaye, Michael Peña et Shaun Toub
- 2006 : International Online Cinema Awards de la meilleure distribution pour Collision partagée avec Sandra Bullock, Don Cheadle, Matt Dillon, Jennifer Esposito, William Fichtner, Thandiwe Newton, Terrence Howard, Ludacris, Ryan Phillippe, Larenz Tate, Nona Gaye, Michael Peña et Shaun Toub
- 2006 : Online Film & Television Association Awards de la meilleure distribution pour Collision partagée avec Sandra Bullock, Don Cheadle, Matt Dillon, Jennifer Esposito, William Fichtner, Thandiwe Newton, Terrence Howard, Ludacris, Ryan Phillippe, Larenz Tate, Nona Gaye, Michael Peña et Shaun Toub
- 2008 : National Movie Awards de la meilleure performance masculine dans un film d'aventure pour La Momie : La Tombe de l'empereur Dragon
- 2009 : IGN Summer Movie Awards du caméo préféré dans un film d'action pour G.I. Joe : Le Réveil du Cobra
- 2022 : Critics' Choice Super Awards du meilleur acteur dans une série télévisée de super-héros pour Doom Patrol
- Golden Globes 2023 : Meilleur acteur dans un film dramatique pour The Whale

### Autres
- Étoile sur l'Allée des célébrités canadiennes en 2006[40].

## Voix francophones
En version française, Brendan Fraser est dans un premier temps doublé à trois reprises par Emmanuel Curtil dans Airheads,Darkly Noon, le jour du châtiment et George de la jungle, ainsi qu'à titre exceptionnel par Bernard Gabay dans La Différence et Patrick Osmond dans Mrs. Winterbourne.
À partir du film la La Momie sorti en 1999, Guillaume Orsat devient sa voix dans la quasi-totalité de ses apparitions. Il le double notamment dans Le Retour de la momie, La Tombe de l'empereur Dragon, Allô, la police ?, Scrubs, Les Looney Tunes passent à l'action, The Affair, Trust, Condor, The Poison Rose, No Sudden Move, Brothers ou encore Killers of the Flower Moon.
En parallèle, il est notamment doublé à trois reprises par, Jean-Pierre Michaël dans Voyage jusqu'au bout de la nuit, Voyage au centre de la Terre et Cœur d'encre, ou encore à deux reprises par Gérard Darier dans Endiablé et Monkeybone. Enfin, il est doublé à titre exceptionnel par Pierre Tessier dans Première sortie, François-Éric Gendron dans Collision, Hervé Furic dans Mesures exceptionnelles, Jérémie Covillault dans Doom Patrol et Xavier Fagnon dans The Whale.
En version québécoise, Daniel Picard est la voix régulière de l'acteur, le doublant notamment dans Avec distinction, Mme Winterbourne, Diaboliquement Vôtre, Un Américain bien tranquille, Cœur d'encre, Mesures extraordinaires, Petite Vengeance poilue, Coup de filet ou encore Fuyons la planète Terre.
Il est également doublé à trois reprises par Pierre Auger dans Georges de la jungle, Crash ainsi que par Bernard Fortin dans L'Homme d'Encino.